# Florence Buchanan
Florence Buchanan (ur. 21 kwietnia 1867 w Londynie, zm. 13 marca 1931) – angielska zoolożka, elektrofizjolożka.

## Życiorys
Jej ojciec sir George Buchanan zajmował stanowisko naczelnego lekarza w Wielkiej Brytanii. Miała pięcioro rodzeństwa. Młodszy brat sir George Seaton Buchanan został lekarzem.
W latach 1886–1890 studiowała zoologię na University College London. Licencjat skończyła z wyróżnieniem. Jeszcze jako studentka opublikowała dwa artykuły na temat narządów oddechowych dziesięcionogów i pierścienic.
Początkowo interesowała się rozwojem narządów oddechowych dziesięcionogów i wieloszczetów. Badania prowadziła w University College London (1889–1892), Plymouth Marine Laboratory (1891) i jako członkini Royal Dublin Society (1893). Wraz z Rayem Lankasterem badała wieloszczety morskie i odkryła kilka nowych gatunków.
W 1894 przeprowadziła się do Oksfordu. W nowo powstałym Laboratorium Fizjologii pracowała jako asystentka badawcza Johna Burdona Sandersona Haldane'a, kierownika wydziału. Badała reakcje elektryczne mięśni i publikowała na ten temat. W laboratorium na Uniwersytecie Oksfordzkim pracowała do 1905. Potem zainteresowała się tętnem i jego zmianami u różnych gatunków zwierząt w zależności od czynności oraz przekazywaniem impulsów odruchowych. Badania prowadziła w latach 1904–1913 w założonym przez siebie laboratorium w uniwersyteckim Muzeum Historii Naturalnej, które prowadziła dzięki dotacji z Royal Society. Dostarczała danych badawczych m.in. Augustowi Kroghowi, ale nie została uwzględniona jako współautorka w artykułach podsumowujących badania.
Była pierwszą kobietą, która wzięła udział w spotkaniu brytyjskiego The Physiological Society (1896). W 1915 była jedną z sześciu pierwszych kobiet-członkiń towarzystwa. Jej kandydaturę J.B.S. Haldane przedstawił już 3 lata wcześniej, ale nie została przyjęta. W towarzystwie wygłosiła co najmniej 10 wykładów, opublikowała dwa artykuły w „The Journal of Physiology”. Była autorką pierwszego artykułu w pierwszym numerze czasopisma „Journal of Experimental Physiology” znanym współcześnie jako „Experimental Physiology”. Dotyczył czasu potrzebnego na przekazanie impulsów odruchowych w rdzeniu kręgowym żaby. Łącznie w czasopiśmie opublikowała 3 teksty.
W 1902 otrzymała tytuł doktora nauk w zakresie fizjologii za badania nad efektami elektrycznymi w mięśniach. W 1910 za badania nad przekazywaniem impulsów odruchowych otrzymała nagrodę American Association of Collegiate Alumnae.
Została pochowana cmentarzu Wolvercote w Oxfordshire. W testamencie zaleciła, by jej oczy zostały przekazane na cele badawcze, zabezpieczyła też na ten cel fundusz pieniężny. Wcześniej sama, od 1922, prowadziła badania nad swoim wzrokiem. Możliwe, że miała odwarstwioną siatkówkę.

## Upamiętnienie
W 2022 na ścianie budynku Wydziale Fizjologii, Anatomii i Genetyki Uniwersytetu Oksfordzkiego odsłonięto niebieską tablicę jej poświęconą.